# Continuum (strumento musicale)
Il Continuum (noto anche come continuum fingerboard) è uno strumento musicale innovativo creato da Lippold Haken e venduto dalla Haken Audio (Champaign, Illinois).
Tecnicamente un controller MIDI, il Continuum ha un'unica superficie piatta, in neoprene ricoperto di tessuto, su cui suonare strisciando con le dita in uno stile simile a quello della lap steel guitar. In questo modo il musicista è in grado di suonare note che non sono sulla scala cromatica usando tecniche come il glissato, il cui uso è impossibile o limitato con una tradizionale tastiera MIDI.
Il Continuum è in grado di trasmettere, come valori MIDI, anche altri due parametri per gestire il suono: la forza con cui si preme con il dito sul piano (asse z) e la posizione verticale del dito sul tasto (asse y). Il primo controlla la dinamica, per gestire l'intensità del suono, mentre il secondo può essere utilizzato per diversi scopi, ad esempio per variare il timbro della nota o per modulare i passaggi tra due diversi banchi di suoni. Essendo un controller MIDI, questi tre assi sono liberamente assegnabili a qualsiasi parametro o funzione che utilizzi il protocollo MIDI. Inoltre, il Continuum permette una polifonia di ben sedici voci simultanee. Sebbene le prime versioni del continuum trovassero applicazione solo come controller MIDI, nelle recenti versioni sono stati implementati dei suoni ad alta definizione programmati dal compositore Edmund Eagan tramite sistema Symbolic Sound Kyma, pensati appositamente per sfruttare al massimo le risorse espressive concesse dal Continuum. Questa recente implementazione rende l'Haken Continuum uno strumento musicale autonomo.

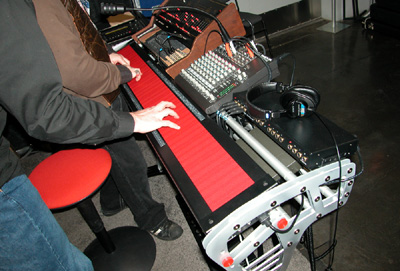
un continuum in azione

Il musicista che ha portato alla ribalta, e che ha conferito maggior fama a questo strumento è Jordan Rudess, tastierista del gruppo progressive metal statunitense Dream Theater. Un esempio della sua tecnica con questo strumento lo si può ascoltare nel brano Octavarium, presente nell'album omonimo del 2005.
Nell'ambito della musica elettronica, il continuum è stato utilizzato da Amon Tobin.
In altri ambiti è stato utilizzato da Lou Reed in alcuni dei suoi concerti.